# Thierry Escaich
Pour les articles homonymes, voir Escaich.
Œuvres principales
- Première Symphonie
- La Barque solaire
- Concerto pour orchestre

Thierry Escaich ([tjeʁi eskɛʃ ]), né le 8 mai 1965 à Nogent-sur-Marne, est un organiste et compositeur français.

## Parcours musical
Après des études musicales au Conservatoire de Rosny-sous-bois puis à celui de Montreuil-sous-Bois, Thierry Escaich entre  au Conservatoire national supérieur de musique et de danse de Paris où il obtient huit premiers prix : harmonie, contrepoint, fugue, orgue, improvisation à l'orgue, analyse, composition et orchestration.
Le 6 mars 2013, il est élu à l'Académie des beaux-arts au fauteuil de Jacques Taddei.

### Organiste
Thierry Escaich mène une carrière internationale d'organiste et d'improvisateur, jouant dans les plus grandes capitales mondiales. Dans ses concerts et récitals, il aime mêler ses propres œuvres à celles d'autres compositeurs et les relier par des improvisations. Parmi les compositeurs du répertoire, sa prédilection va à Jean-Sébastien Bach, Felix Mendelssohn, Johannes Brahms, César Franck, Jehan Alain, Maurice Duruflé, Olivier Messiaen.
Il se produit, au piano ou à l'orgue, avec des musiciens comme les pianistes Claire-Marie Le Guay, Éric Le Sage, Bertrand Chamayou et Jonas Vitaud, le violoniste David Grimal, les violoncellistes Christian-Pierre La Marca et François Salque, le trompettiste Romain Leleu et de nombreux autres artistes.
Il contribue, avec le trompettiste Éric Aubier, à renouveler le genre du « trompette et orgue », qu'ils remettent au goût du jour, avec un répertoire moderne, des créations mondiales et des parties improvisées. Ils ont, par exemple, arrangé pour trompette et orgue la Danse russe tirée du ballet Casse-Noisette de Piotr Ilitch Tchaïkovski, ainsi que le thème principal du Lac des cygnes, également de Tchaïkovski.
Il s'est produit avec l'Orchestre symphonique de Chicago, l'Orchestre de Philadelphie, l’Orchestre du Konzerthaus de Berlin et plusieurs orchestres symphoniques français.
De 1997 à 2024, il est organiste co-titulaire, avec Vincent Warnier, de l'église Saint-Étienne-du-Mont à Paris.
Le 24 avril 2024, un communiqué de presse annonce sa nomination comme organiste titulaire du grand orgue de Notre-Dame de Paris.

### Compositeur
Thierry Escaich est l'auteur d'une centaine d'œuvres. L'orgue tient une large place dans sa musique, mais le piano, le saxophone et d'autres instruments de musique sont également présents. Il compose pour les effectifs les plus divers, de l'instrument solo à l'orchestre symphonique et à l'oratorio, en passant par de nombreuses pièces de musique de chambre et vocales.
À ses débuts, il s'inspire de la musique sacrée et notamment du plain-chant grégorien, notamment pour Cinq versets sur le « Victimæ paschali » pour orgue (1991), Première Symphonie « Kyrie d’une messe imaginaire » (1992).
Il est le tenant d'une musique modale qui ne se veut ni tonale, ni sérielle. Sa musique est caractérisée par un lyrisme fiévreux, un élan rythmique implacable et une recherche permanente de couleurs harmoniques et instrumentales chatoyantes qui se traduisent notamment dans ses grandes pages orchestrales comme Chaconne, Miroirs d'ombre, La Barque solaire ou le Concerto pour violon et orchestre.
De septembre 2007 à juin 2010, après une saison préparatoire, il a été compositeur en résidence de l'Orchestre national de Lyon, se produisant également au grand orgue Cavaillé-Coll de l'auditorium de Lyon, comme interprète et comme improvisateur. Il est en résidence à l'Ensemble orchestral de Paris pour les saisons 2011-2012 et 2012-2013, avec plusieurs projets de créations. Auparavant, il a été successivement en résidence à l'Orchestre national de Lille et à l'Orchestre national de Bretagne.
Sa musique est éditée principalement aux éditions Gérard Billaudot (Paris).
En 2008, il a composé pour Jean Guidoni deux chansons sur des poèmes de Jacques Prévert.
En 2024, son œuvre Variations Litaniques, pour violon et orchestre, est commandée par le Concours Reine Elisabeth et choisie comme pièce imposée pour la finale Violon 2024  (création mondiale le 27 mai 2024).

### Pédagogue
Depuis 1992, Thierry Escaich enseigne l'écriture (classe de fugue et formes) et l'improvisation au Conservatoire national supérieur de musique et de danse de Paris. Il donne également des masterclasses d'orgue, d'improvisation et de composition en France et à l'étranger.
Il dirige depuis 2010 l’Académie internationale d'improvisation à l'orgue de Saint-Donat-sur-l'Herbasse, rassemblant chaque année des étudiants venus du monde entier, autour du grand orgue Schwenkedel de la collégiale.

### Prix et nominations
Thierry Escaich compose dès l'enfance et se fait remarquer assez jeune, remportant divers prix. Ses œuvres sont récompensées par divers prix internationaux, comme, en 1989, le premier prix André Jolivet, en 1990, le prix Blumenthal, en 1993, le prix Hervé-Dugardin (décerné par la Sacem), en 1994, le prix Nadia-et-Lili-Boulanger, ainsi que le prix de musique symphonique de la Sacem et, en 1999, le prix Georges-Enesco.
Après avoir remporté en 1991 le grand prix d'improvisation du concours international de Strasbourg, il est nommé en 1996 titulaire du grand-orgue de l'église Saint-Étienne-du-Mont à Paris où, conjointement à Vincent Warnier, il succède à Maurice et Marie-Madeleine Duruflé.
En 2003, 2006, 2011 et 2017, il est nommé « compositeur de l'année » aux Victoires de la musique classique.

### Décoration
- Officier de l'ordre des Arts et des Lettres (2025)[13]

## Catalogue des œuvres

### Musique symphonique
- Choral varié (en hommage à Jean-Sébastien Bach) (1984) pour orchestre junior
- Suite en forme de choral varié (1990) pour orchestre junior
- Symphonie n°1 « Kyrie d’une messe imaginaire » (1992)
- Chaconne pour grand orchestre (2000)
- Intrada (2003)
- Vertiges de la croix, poème symphonique (2004)
- Baroque Song, pour petit orchestre (2007)
- Suite symphonique de l'opéra Claude (2014)
- Concerto pour orchestre (Symphonie no 2) (2015)

### Orchestre à cordes
- Émergence (1988)
- Erinnerung, pour orchestre à cordes

Création à l'auditorium de Lyon, par l'Orchestre national de Lyon, le 11 juin 2009
- Prélude symphonique (2012)[14]

### Musique concertante
- Le Chant des ténèbres (1992) pour saxophone soprano et cordes
- Le Chant des ténèbres (1992) pour saxophone soprano et ensemble de 12 saxophones
- Concerto pour orgue et orchestre no 1 (1995)
- Fantaisie concertante pour piano et orchestre (1995)

Créée par l'Orchestre symphonique français dirigé par Laurent Petitgirard
- Élégie pour trompette et ensemble instrumental (1996)
- Résurgences, Concerto pour trompette et orchestre (2002)
- Miroir d’ombres, double concerto pour violon, violoncelle et orchestre (2006)
- Concerto no 2 pour orgue, orchestre à cordes et deux percussionnistes (2006)
- Sax Trip (2006) pour saxophone alto solo et orchestre à cordes junior
- La Barque solaire, poème symphonique pour orchestre et orgue principal

Création le 11 octobre 2008 au Konzerthaus de Berlin, par Thierry Escaich (orgue) et l’Orchestre du Konzerthaus de Berlin, sous la direction de Lothar Zagrosek
Création française le 23 avril 2009 à l'auditorium Maurice-Ravel de Lyon, par le compositeur et l'Orchestre national de Lyon, sous la direction de Jun Märkl
- Le Chant des ténèbres, version pour clarinette et cordes (2008)
- Concerto pour violon et orchestre no 1 (2009)

Création à l'auditorium de Lyon par David Grimal et l'Orchestre national de Lyon, le 8 octobre 2010
- Scherzo fantasque pour deux pianos et orchestre (2011)
- Concerto pour clarinette et orchestre (2012)
- Concerto pour violoncelle et orchestre no 1 (2014)
- Concerto pour violon, hautbois et orchestre (2014)
- Quatre Visages du temps (concerto pour orgue et orchestre no 3, 2017)
- Au-delà du rêve (concerto pour violon et orchestre no 2, 2023)
- Les Chants de l'aube (concerto pour violoncelle et orchestre no 2, 2023)

### Orgue seul
- Trois Esquisses (1990), lauréat du prix de composition André-Jolivet[2]
- Cinq Versets sur le « Victimæ paschali »  (1991)
- Quatrième Esquisse (« Le Cri des abîmes ») (1993)
- Récit (1995)
- Deux Évocations (1996)
- Poèmes (2002)
- Agnus Dei (2003)
- Évocation III (2008)
- Chorals-Études (2010)
- Évocation IV (2016), écrit pour les 800 ans de la cathédrale de Reims

### Autres instruments seuls
- Les Litanies de l’ombre (1990) pour piano
- Lutte (1994) pour saxophone
- Jeux de doubles (2001) pour piano
- Nun komm (2001) pour violon
- Aria (2002) pour piano
- Variations-Études (2002) pour piano
- Cantus I (2005) pour violoncelle
- Étude-Passacaille (2009) pour piano
- Deux Études baroques (2009) pour piano

### Musique de chambre (de 2 à 6 instruments)
- Trois Intermezzi (1990) pour flûte, clarinette en si b et saxophone
- Tango virtuoso (1991) pour quatuor de saxophones
- Énigme (1992) pour contrebasse et piano (œuvre pédagogique)
- Comme l’écho d’une fantaisie (1992) pour 2 cornets à bouquin (en écho) et orgue (sans pédalier)
- Introït à l’Office des ténèbres (1992) pour flûte et harpe bleue (ou piano)
- Psalmodie à l’Office des ténèbres (1992) pour flûte, harpe bleue et percussion
- Scènes d’enfants au crépuscule (1993) pour flûte, violoncelle et piano
- Huit Pièces (1993) pour saxophone et piano
- Trio américain (« Suppliques ») (1994) pour clarinette, alto et piano
- Trois Instants fugitifs (1994) pour flûte, hautbois, clarinette, cor et basson

Commande de Radio France pour les solistes de l'Orchestre national de France dont la première audition est donnée le 10 mai 1996, à la Maison de la Radio par Philippe Pierlot (flûte), Pascal Saumon (hautbois), Roland Simoncini (clarinette), André Gantiez (cor) et Régis Poulain (basson)
- Variations gothiques (1996) pour flûte et trio à cordes
- Nocturne (1997) pour violoncelle et piano
- Tanz-Fantasie (1997) pour trompette en ut ou en si b et piano
- Amélie’s Dream (1997) pour saxophone en mi b et piano
- Ground I (avant 1998) pour accordéon et euphonium
- Chorus (1998) pour clarinette, quatuor à cordes et piano
- La Ronde (2000) pour quatuor à cordes et piano
- Tanz-Fantasie (2000) pour trompette en ut ou en si b et orgue
- Choral’s Dream (2001) pour piano et orgue
- Scènes de bal (2001) pour quatuor à cordes
- Spring’s Dance (2001) pour 2 pianos et percussion.
- Le Bal (2003) pour quatuor de saxophones
- Lettres mêlées (2003) pour violon, violoncelle et piano
- Après l’aurore (2005) pour quatuor à cordes
- Una storia (2005) pour violon, alto, violoncelle, clarinette, percussions et piano
- Tango virtuoso (2005) pour quatuor de clarinettes
- Mecanic Song (2006) pour quintette à vent et piano
- Ground II (2007) pour orgue et percussions
- Ground III (2008) pour 4 violoncelles.
- Phantasia antiqua pour deux saxophones et piano

Création à Nagoya (Japon), par le trio Saxiana, le 6 juillet 2009
- Cérémonial pour traverso, violon, viole de gambe et clavecin

Création le 6 décembre 2018 à la Fondation Singer-Polignac (Paris) par la Chapelle Harmonique dirigée par Valentin Tournet

### Ensemble (7 instruments et plus)
- Antiennes oubliées (1989) pour violon, violoncelle, flûte, saxophone en mi b, trompette, trombone et percussion
- Rhapsodie (1989) pour clarinette, basson, cornet, trombone, violon, contrebasse et percussion
- Magic Circus (2004) pour octuor à vent
- Fanfare (2006) pour ensemble de cuivres

### Musique vocale et chorale a cappella
- Ad ultimas laudes (1993)
- Les Lamentations (du prophète Jérémie) (1998)
- Alléluias (2001)
- Dixit Dominus (2002)
- Sanctus (2007)
- Vocis cælestis, pour 5 voix de femmes

Création le 5 décembre 2009 à l’abbaye d'Ardenne (Saint-Germain-la-Blanche-Herbe), par l’ensemble De Cælis, sous la direction de Laurence Brisset
- Prière de la Manécanterie des Petits Chanteurs Franciliens (2010)

### Musique vocale et chorale avec instrument(s)
- Grande Messe solennelle (1994)
- Trois Motets (1998)
- Le Dernier Évangile (1999)
- D’une douleur muette (2001)
- Terra desolata (2001)
- In memoriam (2002)
- Visions nocturnes (2004) pour mezzo-soprano, clarinette, quatuor à cordes et piano
- Exultet (2005)
- Feu vert (2005)
- Valse désarticulée (2008) pour soprano et saxophone
- Les Nuits hallucinées (2008) pour mezzo-soprano et orchestre

Création à l'auditorium de Lyon, par Nora Gubisch et l'Orchestre national de Lyon le 24 mai 2008
- Madre (2010) pour soprano et piano
- Alléluias pro omni tempore (2010)
- Guernesey  (2010) 4 poèmes extraits des Contemplations de Victor Hugo, pour ténor et piano
- Te Deum pour Notre-Dame (2025), pour chœur d'enfants, deux chœurs mixtes et orchestre

Création à la Cathédrale Notre-Dame de Paris le 12 juin 2025, par Thierry Escaich (3 improvisations au Grand orgue de Notre-Dame de Paris entrecoupant les quatre parties de l'œuvre), la Maîtrise Notre-Dame de Paris, le Narodowe Forum Muzyki Choir de Wroclaw et le Hr-Sinfonieorchester de Francfort, direction musicale Alain Altinoglu

### Opéra
- Claude, opéra sur un livret de Robert Badinter, d'après le roman de Victor Hugo Claude Gueux

Création à l'Opéra de Lyon le 27 mars 2013
- Shirine, opéra sur un livret d'Atiq Rahimi, d'après le poème Khosrow et Chirine du poète perse Nizami Ganjavi (XIIe siècle)[17]
- Point d'Orgue, suite donnée à La Voix humaine de Poulenc

Pièce musicale créée le 5 mars 2021 au Théâtre des Champs-Élysées, livret et mise en scène d'Olivier Py

### Ballet
- The Lost Dancer, ballet

Création le 22 mai 2010 au Lincoln Center de New York sous le titre Where Am I Not Where You Are, par le New York City Ballet et le New York City Ballet Orchestra, direction Fayçal Karoui, chorégraphie de Benjamin Millepied, décors de Santiago Calatrava

### Chansons
- Elle disait… (2008)
- Maintenant, j’ai grandi (2008)

### Cinéma
- L’Heure suprême (1999), accompagnement pour le film muet de Frank Borzage pour clarinette, violon, alto, violoncelle, piano et percussions
- L'Aurore, improvisation sur le grand orgue de l'auditorium de Lyon, accompagnant le film L'Aurore (1927) de Murnau projeté sur écran géant, le 9 mars 2013

## Discographie

### En tant qu'interprète
- Improvisations - IIe & IIIe Esquisses, enregistré sur l'orgue Hearpfer-Hermann de l'église Saint-Germain-des-Prés, Paris, disque Chamade, 1994.
- Improvisations : Noël - Pâques - Pentecôte - Assomption, enregistré sur le Grand-Orgue Daniel Birouste de St-Pierre de Chaillot, Paris, disque Chamade, 1995.
- Orgues D’île De France / Volume 1, enregistré sur l'orgue de la collégiale Notre-Dame, à Mantes-La-Jolie, disque Chamade, 1995.
- Musique de chambre, Concerto pour saxophone, Thierry Escaich (orgue), Claude Delangle (saxophone), Ensemble Erwartung (chœurs), A Sei Voci (chœurs), enregistré à Rosny-sous-bois et Boulogne-Billancourt, disque Chamade, 1996.
- Le Chemin de la Croix, improvisations (textes de Paul Claudel), Thierry Escaich (orgue), Georges Wilson (récitant), enregistré à la cathédrale de Laon, disque Calliope, 2000.
- Trompette & Orgue, œuvres classiques et romantiques revisitées par le Duo Escaich/Aubier : Bizet, Franck, Purcell, Bach, Mozart, Tomasi, Gounod, Spiritual, Christmas Medley. Eric Aubier (trompette), Thierry Escaich (orgue). Label Indésens/Sony Classical, 2000.
- Œuvres pour orgue et voix, Thierry Escaich (orgue Cavaillé), Ensemble vocal Soli Tutti, Éric Aubier (trompette), enregistré à l'église de Saint-Étienne-du-Mont à Paris, disque Calliope, 2001.
- Hommage à Maurice Duruflé, Œuvres pour orgue, orgue et chœur, Thierry Escaich (orgue de Saint-Etienne-du-Mont), Cambridge Voices, Ian de Massini (direction), disque Calliope, 2002.
- Confluence, Œuvres pour piano et orgue, Thierry Escaich (orgue), Claire-Marie Le Guay (piano), Accord/Universal, 2003.
- Organ Spectacular, improvisations à l'orgue (enregistrements de concert), 2 CD Accord, 2008.
- Hommage à Pierre Cochereau, suite improvisée, en 5 mouvements - Thierry Escaich à l'orgue de l'Église Saint-Roch de Paris (2009, disques FY / Solstice).
- Tanz-Fantasie, musique française pour orgue et trompette. Eric Aubier (trompette) et Thierry Escaich aux grandes orgues de Saint-Étienne-du-Mont (Paris) : Escaich, Bacri, Tomasi, Jolivet, + 5 improvisations. Indesens Records, 2009.
- Unlimited : L'art de la trompette et de l'orgue, Eric Aubier (trompette), Thierry Escaich (orgue) : Escaich, Bacri, Jevtic, Jolivet, Tomasi, Bach, Bizet, Clarke, Franck, Mozart, Spirituals + 5 improvisations et 2 œuvres originales, enregistré à l'église Saint-Étienne-du-Mont, Paris, Indesens Records, 2010.
- Live Improvisations - Thierry Escaich à l'orgue Gerhard Grenzing de l'Église de Sainte María à Deba, Communauté autonome du Pays basque (2010, Aeolus).
- Camille Saint-Saëns, Organ symphony no 3 in C minor op.78, Thierry Escaich, orgue, Orchestre philharmonique royal de Liège, dir. Jean-Jacques Kantorow. SACD Bis 2021. Diapason d'or

### Seulement en tant que compositeur
- Concerto pour orgue - Première Symphonie - Fantaisie concertante, Olivier Latry (orgue), Claire-Marie Le Guay (piano), Orchestre philharmonique de Liège, dir. Pascal Rophé. Label : Accord/Universal, 2002.
- Le Dernier Évangile - Trois danses improvisées, Ensemble orchestral de Paris, Maîtrise de Notre-Dame de Paris, Chœur Britten, Olivier Latry (orgue), dir. John Nelson, enregistré à Notre-Dame de Paris. Label : Éditions Hortus, 2002
- Chorus, Quatuor Ludwig, Claire-Marie Le Guay (piano), Bertrand Chamayou (piano), Florent Héau, (clarinette), Xavier Philips (violoncelle), Label Accord, 2004.
- Exultet, œuvres vocales, Ensemble Sequenza 9.3, dir. Catherine Simonpietri, disque Accord, 2006
- Miroir d'ombres, pour violon, violoncelle et orchestre [1] – Vertiges de la Croix [2] – Chaconne [3], Renaud Capuçon (violon), Gautier Capuçon (violoncelle), Orchestre national de Lille, dir. Paul Polivnik [1], Michiyoshi Inoue [2], Jean-Claude Casadesus [3] (direction). Label : Accord/Universal, 2007.
- Lettres mêlées autour de Thierry Escaich, musique de chambre : Bartók, Debussy, Martinu, Escaich (Lettres mêlées + Scènes d'enfants au crépuscule). Emmanuel Pahud (flûte) – François Leleux (hautbois) – Paul Meyer (clarinette) – Trio Wanderer. Label : Accord/Universal, 2009.
- Trois instants fugitifs dans Musique française pour instruments à vent - Quintette Aquilon (1-3 août 2007, Premiers Horizons 070.140) (BNF 44429603) — avec des œuvres de Tomasi, Ibert et Françaix.
- Étranges étrangers – Guidoni chante Prévert, chansons sur des poèmes de Jacques Prévert par Jean Guidoni et différents artistes. Deux chansons de Thierry Escaich : Maintenant j'ai grandi et Elle disait. Label : Edito Musique, 2009.
- Les Nuits Hallucinées : La Barque Solaire, Les Nuits Hallucinées, Concerto pour violon - Nora Gubisch, mezzosoprano ; David Grimal, violon ; Orchestre national de Lyon, dir. Jun Märkl (2011, Accord).
- Esquisses, Eric Aubier (trompette), Ensemble Soli-Tutti (2012, Calliope).
- Magic Circus, musique de chambre avec vents (2014, Indesens Records).
- Les Litanies de l'ombre dans En miroir - Marie-Ange Nguci, piano (22-25 novembre 2016, Mirare) (OCLC 1017613690) — avec des œuvres de César Franck, Saint-Saëns et Bach-Busoni.